# Cranoglanis henrici
Cranoglanis henrici es una especie de pez de la familia Cranoglanididae en el orden de los Siluriformes.

## Morfología
• Los machos pueden llegar alcanzar los 29 cm de longitud total.
- Número de  vértebras:  46-47.[1][2]

## Hábitat
Es un pez de agua dulce. y de clima tropical.

## Distribución geográfica
Se encuentran en Asia: el Vietnam y China.